# سی اند ای

شعبه‌ای از سی اند ای در برلین

سی اند ای (به هلندی: C&A) شرکت چندملیتی تولید و فروش لباس است.  در حال حاضر دفاتر مرکزی اروپا در شهر ویلورده، بلژیک، و دوسلدورف، آلمان، دارد. این شرکت تقریباً 1300 فروشگاه در اروپا و تقریباً 300 فروشگاه در برزیل و همچنین وب سایت هایی برای خرید آنلاین دارد. همچنین مجوز نام C&A را برای فروشگاه‌های مکزیک و چین که تحت مالکیت متفاوتی هستند، صادر می‌کند. مکان‌های فعالیت این شرکت عبارتند از: کشورهای مختلف اروپا، برزیل و چین.
ریشه‌های تأسیس شرکت سی اند ای به سال ۱۸۴۱ بازمی‌گردد، که برادران بنینکمیر بنام‌های کلمنت و آگوست، اقدام به راه‌اندازی فروشگاه لباس‌های آماده در روستای کوچکی بنام متینگن، در شمال هلند نمودند، که محصولاتشان را خود تولید می‌کردند. امروزه شرکت سی اند ای متعلق به خانواده بنینکمیر می‌باشد. دفاتر مرکزی این شرکت در شهرهای دوسلدورف و بروکسل واقع‌اند.